# Madoqua guentheri
El dicdic de Günther (Madoqua guentheri) es una especie de mamífero artiodáctilo de la familia Bovidae.

## Descripción
Es un pequeño antílope cuyo peso es de hasta 3.5 kg cuando es adulto. El color de su pelaje va del gris amarillento al marrón rojizo. Tiene una cola corta (3-5 cm) y los cuernos de 9,8 cm.

## Distribución
Es propio de África oriental, encontrándose en el norte y sur de Somalia, suroeste de Etiopía, sureste de Sudán del Sur, noroeste de Uganda y noroeste de Kenia.

## Subespecies
Se reconocen las siguientes subespecies:
- Madoqua guentheri guentheri
- Madoqua guentheri smithii